# Nymphargus spilotus
Espèce
Synonymes
- Cochranella spilota Ruiz-Carranza & Lynch, 1997

Statut de conservation UICN

 NT  : Quasi menacé
Nymphargus spilotus est une espèce d'amphibiens de la famille des Centrolenidae.

## Répartition
Cette espèce est endémique du département de Caldas en Colombie. Elle se rencontre à Samaná de 1 850 à 1 940 m d'altitude sur le versant Est de la cordillère Centrale.

## Description
Les mâles mesurent de 25,3 à 26,4 mm et les femelles de 27,6 à 28,5 mm.

## Publication originale
- Ruiz-Carranza & Lynch, 1997 : Ranas Centrolenidae de Colombia X. Los centrolénidos de un perfil del flanco oriental de la Cordillera Central en el Departamento de Caldas. Revista de la Academia Colombiana de Ciencias Exactas, Físicas y Naturales, vol. 21, no 81, p. 541-553 (texte intégral).